# Dudukchi
Dudukchi (azerbajdzjanska: Düdükçü, armeniska: Դուդուկչի, ryska: Дудукчи, armeniska: K’yurat’agh, Քյուրաթաղ) är en ort i Azerbajdzjan.   Den ligger i distriktet Xocavənd Rayonu, i den södra delen av landet, 260 km väster om huvudstaden Baku. Dudukchi ligger 703 meter över havet och antalet invånare är 274.
Terrängen runt Dudukchi är huvudsakligen kuperad, men åt nordost är den platt. Närmaste större samhälle är Fizuli, 8,4 km öster om Dudukchi. 
Trakten runt Dudukchi består till största delen av jordbruksmark. Runt Dudukchi är det ganska tätbefolkat, med 72 invånare per kvadratkilometer.